# کندال (نیو ساوت ولز)
کندال (به انگلیسی: Kendall) یک شهرک در استرالیا است که در نیو ساوت ولز واقع شده‌است.